# اونتاناس
هنتاناس (به اسپانیایی: Hontanas) یک شهرستان در اسپانیا است.